# BEST GIRLS
『BEST GIRLS』（ベスト・ガールズ）は、KARAのベスト・アルバム。2013年11月27日にユニバーサルシグマ（ユニバーサルミュージック）より発売された。

## 概要
- 2008年から2013年の間に韓国と日本で発表された楽曲を集めたベスト・アルバム。初回盤A・B・Cの三種形態で販売された。
- ギュリ、スンヨン、ニコル、ハラ、ジヨンの5人体制でのラストアルバムとなった。

## 仕様
- 【初回盤A】 2CD＋2DVD
- 【初回盤B】 2CD＋DVD
- 【初回盤C】 2CD

## 収録曲

### Disk-1
1. ミスター
2. ジャンピン
3. SOS
4. ジェットコースターラブ
5. 今、贈りたい「ありがとう」
6. GO GO サマー!
7. ガールズ ビー アンビシャス!
8. ウィンターマジック
9. スピード アップ
10. ガールズ パワー
11. エレクトリックボーイ
12. バイバイ ハッピーデイズ!
13. サンキュー サマーラブ
14. フレンチキス

### Disk-2
1. Rock U
2. Pretty Girl
3. Honey
4. Wanna
5. Mr.
6. LUPIN
7. Umbrella
8. Jumping
9. STEP
10. PANDORA
11. Damaged Lady

### DVD (CLIP)
※初回盤A・Bのみ付録
1. Rock U
2. Pretty Girl
3. Honey
4. Wanna
5. LUPIN
6. ミスター
7. ジャンピン
8. Jumping
9. ジェットコースターラブ
10. 今、贈りたい「ありがとう」
11. GO GO サマー!
12. STEP
13. ウィンターマジック
14. スピード アップ
15. ガールズ パワー
16. PANDORA
17. エレクトリックボーイ
18. オリオン
19. バイバイ ハッピーデイズ
20. サンキュー サマーラブ
21. Damaged Lady
22. フレンチキス
23. ミスター (Dance Shot Ver.)
24. ジャンピン (Dance Shot Ver.)
25. ジェットコースターラブ (Dance Shot Ver.)
26. GO GO サマー! (Dance Shot Ver.)
27. ウィンターマジック (Close-up Ver.)
28. スピード アップ (Close-up Ver.)
29. スピード アップ (Another Ver.)
30. ガールズ パワー (Dance Shot Ver.)
31. ガールズ パワー (Close-up Ver.)
32. エレクトリックボーイ (Dance Shot Ver.)
33. オリオン (Close-up Ver.)
34. バイバイ ハッピーデイズ! (Dance Shot Ver.)
35. サンキュー サマーラブ (Dance Shot Ver.)

### DVD (LIVE)
※初回盤Aのみ付録
1. Pandora (from KARASIA 2013 HAPPY NEW YEAR in TOKYO DOME)
2. スピード アップ (from KARASIA 2013 HAPPY NEW YEAR in TOKYO DOME)
3. ジャンピン (from KARA 1st JAPAN TOUR 2012 KARASIA)
4. ドリーミングガール (from KARASIA 2013 HAPPY NEW YEAR in TOKYO DOME)
5. アンブレラ (from KARA 1st JAPAN TOUR 2012 KARASIA)
6. ガールズ パワー (from KARASIA 2013 HAPPY NEW YEAR in TOKYO DOME)
7. キスミー トゥナイト (from KARASIA 2013 HAPPY NEW YEAR in TOKYO DOME)
8. Pretty Girl (from KARA 1st JAPAN TOUR 2012 KARASIA)
9. ウィンターマジック (from KARASIA 2013 HAPPY NEW YEAR in TOKYO DOME)
10. オリオン (from KARASIA 2013 HAPPY NEW YEAR in TOKYO DOME)
11. ミッシング (from KARA 1st JAPAN TOUR 2012 KARASIA)
12. 今、贈りたい「ありがとう」 (from KARA 1st JAPAN TOUR 2012 KARASIA)
13. LUPIN (from KARASIA 2013 HAPPY NEW YEAR in TOKYO DOME)
14. STEP (from KARA 1st JAPAN TOUR 2012 KARASIA)
15. Let It Go (from KARA 1st JAPAN TOUR 2012 KARASIA)
16. エレクトリックボーイ (from KARASIA 2013 HAPPY NEW YEAR in TOKYO DOME)
17. GO GO サマー! (from KARASIA 2013 HAPPY NEW YEAR in TOKYO DOME)
18. ジェットコースターラブ (from KARASIA 2013 HAPPY NEW YEAR in TOKYO DOME)
19. ミスター (from KARA 1st JAPAN TOUR 2012 KARASIA)
20. Rock U (from KARASIA 2013 HAPPY NEW YEAR in TOKYO DOME)